# Josip Bukal
Josip Bukal (15. listopadu 1945, Okešinec - 27. srpna 2016, Sarajevo) byl jugoslávský fotbalista chorvatského původu působící v Bosně a Hercegovině, útočník. 

## Fotbalová kariéra
V jugoslávské lize hrál za FK Željezničar Sarajevo, nastoupil ve 251 ligových utkáních a dal 110 gólů. S týmem získal v roce 1972 mistrovský titul. Dále hrál v belgické lize za Standard Lutych, nastoupil v 60 ligových utkáních a dal 34 gólů. V Poháru mistrů evropských zemí nastoupil ve 2 utkáních, v Poháru UEFA nastoupil ve 12 utkáních a dal 13 gólů a ve Veletržním poháru nastoupil ve 2 utkáních a dal 2 góly. Za reprezentaci Jugoslávie nastoupil v letech 1966-1974 ve 24 utkáních a dal 10 gólů.

## Ligová bilance
| Ročník                          | Zápasy | Góly | Klub                    |
| ------------------------------- | ------ | ---- | ----------------------- |
| Jugoslávská Prva liga 1964/1965 | 21     | 1    | FK Željezničar Sarajevo |
| Jugoslávská Prva liga 1965/1966 | 29     | 12   | FK Željezničar Sarajevo |
| Jugoslávská Prva liga 1966/1967 | 30     | 17   | FK Željezničar Sarajevo |
| Jugoslávská Prva liga 1967/1968 | 6      | 3    | FK Željezničar Sarajevo |
| Jugoslávská Prva liga 1968/1969 | 24     | 7    | FK Željezničar Sarajevo |
| Jugoslávská Prva liga 1969/1970 | 33     | 18   | FK Željezničar Sarajevo |
| Jugoslávská Prva liga 1970/1971 | 34     | 19   | FK Željezničar Sarajevo |
| Jugoslávská Prva liga 1971/1972 | 32     | 14   | FK Željezničar Sarajevo |
| Jugoslávská Prva liga 1972/1973 | 28     | 15   | FK Željezničar Sarajevo |
| 1. belgická liga 1973/1974      | 21     | 14   | Standard Lutych         |
| 1. belgická liga 1974/1975      | 28     | 19   | Standard Lutych         |
| 1. belgická liga 1975/1976      | 7      | 1    | Standard Lutych         |
| 1. belgická liga 1976/1977      | 4      | 0    | Standard Lutych         |
| Jugoslávská Prva liga 1976/1977 | 14     | 4    | FK Željezničar Sarajevo |
| CELKEM 1. jugoslávská liga      | 251    | 110  |                         |
| CELKEM 1. belgická liga         | 60     | 34   |                         |